# 15 cm sFH 13
Il 15 cm schwere Feldhaubitze 13 o 15 cm sFH 13 fu un obice campale pesante impiegato dal Esercito imperiale tedesco durante la prima guerra mondiale e dalla Wehrmacht nelle fasi iniziali della seconda.

## Storia
L'arma era uno sviluppo del precedente obice standard dell'esercito imperiale tedesco, il 15 cm sFH 02. Le modifiche includevano una bocca da fuoco allungata per una maggiore gittata e uno scudo di protezione per i serventi. Le varianti includevano una variante con corta kurz sFH 13 con canna da 14 calibri, una lg. sFH 13 con canna più lunga. Inizialmente vi furono seri problemi di fragilità del sistema di recupero a molla e di esplosioni della canna, risolti con le successive modifiche.
La sottovariante lg. 15 cm sFH 13/02 combinava la bocca da fuoco a canna lunga con l'affusto dei vecchi obici sFH 02, le cui bocche da fuoco risultavano obsolete. Si distingueva per la parte superiore dello scudo non incernierata superiormente e per l'impiego di sistema di recupero idro-molla. Vennero convertite circa 1 000 armi, con le stesse prestazioni al prezzo di soli 40 km di peso in più.
I britannici si riferivano a questi obici e ai loro proietti come "Five Point Nines" or "Five-Nines", in riferimento al calibro di 5.9 pollici. La capacità di queste armi di portare una grande potenza di fuoco mobile vicinissimo alla linea del fuoco diede ai tedeschi un vantaggio sul fronte occidentale rispetto ai franco-britannici, che non ebbero a disposizione un equivalente fino alla fine del 1915, quando iniziò il dispiegamento del 6 inch 26 cwt howitzer.
Tra il 1913 e il 1918 vennero prodotti in totale 3 500 di queste armi, che continuarono a servire nel Reichswehr e nella Wehrmacht nel periodo interbellico come obice pesante standard, fino all'introduzione del 15 cm sFH 18 negli anni trenta. Transitarono in seguito alle unità addestrative e di riserva e all'artiglieria costiera.
I pezzi ceduti come riparazione di guerra dopo la prima guerra mondiale a Belgio (Obusier de 150 L/17) e Paesi Bassi vennero ricatturati dalla Wehrmacht dopo l'invasione e reimmessi in servizio con le denominazioni rispettivamente di 15 cm sFH 409(b) e 15 cm sFH 406(h).
Dopo l'invasione della Francia oltre 90 di questi obici vennero installati sui trattori d'artiglieria cingolati francesi di preda bellica Lorraine 37L, per realizzare i semoventi 15 cm schwere Feldhaubitze 13/1 (Selbstfahrlafette) Geschützwagen Lorraine Schlepper (f). Il Baucommando Becker realizzò il mezzo in due tranche, una di 30 veicoli, inviati a supportare la 21. Panzer-Division di Rommel in Africa, ed una seconda di 64-72 mezzi migliorati, con treno di rotolamento irrobustito.